# Mercedes-Benz W124
W124 is de interne fabrieksnaam voor (het chassis van) de Mercedes-Benz E-Klasse-generatie die van 1984 tot 1995 werd geproduceerd. Deze volgde daarmee de Mercedes W123 op (waarvan in tien jaar tijd 2.696.915 exemplaren de Mercedes-fabrieken verlieten).
In november 1984 verscheen de W124 in de showrooms, compleet met een groot aantal nieuwe motoren, een nieuw aerodynamisch design (Cw onder 0,30) en sterk verbeterde veiligheidskooi. De wagens waren tevens zo'n 10% lichter dan hun voorganger.
De dieselmotoren waren geheel herzien en weer voorzien van de nieuwste technologie en daarmee veel zuiniger en veel stiller. De 200D gebruikte voorheen (met 55pk een top van 130km/h) doorsnee zo'n 8,0l/100km. De nieuwe W124 200D was met 72pk duidelijk sterker, haalde een top van 160km/h en was ook nog eens veel zuiniger met 7,0l/100km. Naast de 4-cilinder (200D) en 5-cilinder (250D) was de grootste diesel nu een 6-cilinder (300D). Toen in 1986 de 300D turbodiesel op de markt kwam, was de term "trage diesel" in het geheel niet meer van toepassing, de 300D turbo haalde ruim 200km/h.
De dieselmotoren uit de W124 zijn legendarisch vanwege de robuuste techniek en zeer hoge kilometerstanden (motorcodes: OM601, OM602 en OM603).
Tevens was de auto meteen verkrijgbaar met twee volledig nieuwe benzinemotoren, de 260E en de 300E. De 200 (carburateur) en 230E waren nog bekend uit het vorige model.
Het gamma werd in de loop van dertien jaar steeds uitgebreid, zodat er een groot aantal varianten de fabriek verlieten, met vermogens van 72 (200D) tot 381 pk (E 60 AMG).
Mercedes-Benz verkocht zijn W124 veelal met de bekende viertrapsautomaat. Drie jaar na de lancering introduceerde de fabriek de 300D Turbo, een 3.0 zescilinder turbodiesel met een vermogen van 143 pk. Deze was lange tijd de sterkste diesel in een productieauto. De auto was ook leverbaar met vierwielaandrijving die Mercedes-Benz 4Matic noemde.
In oktober 1990 kwam Mercedes-Benz met de 500E, ontwikkeld in samenwerking met Porsche. Ondanks de prijs, die drie keer zo hoog lag als die van de basis-200D, bleef de optielijst lang.
In 1991 introduceerde Mercedes-Benz de 300CE-24 Cabrio. In oktober 1992 werden de eerste ingrijpende wijzigingen aan de W124 aangebracht: De benzinemotoren kregen allemaal vier kleppen per cilinder, en de 280E en 320E maakten hun opwachting. De laatste aanpassingen op motorisch gebied volgden in 1993, toen de diesels ook extra vermogen kreeg dankzij vier kleppen per cilinder.
Van de vier carrosserievarianten Sedan, Combi (ook T-model genoemd), Coupé (ook wel CE genoemd) en Cabriolet werd vooral de eerste veel verkocht (79.7%). In 1996 werd de W124 vervangen door de W210.

## Productieaantallen en modellen

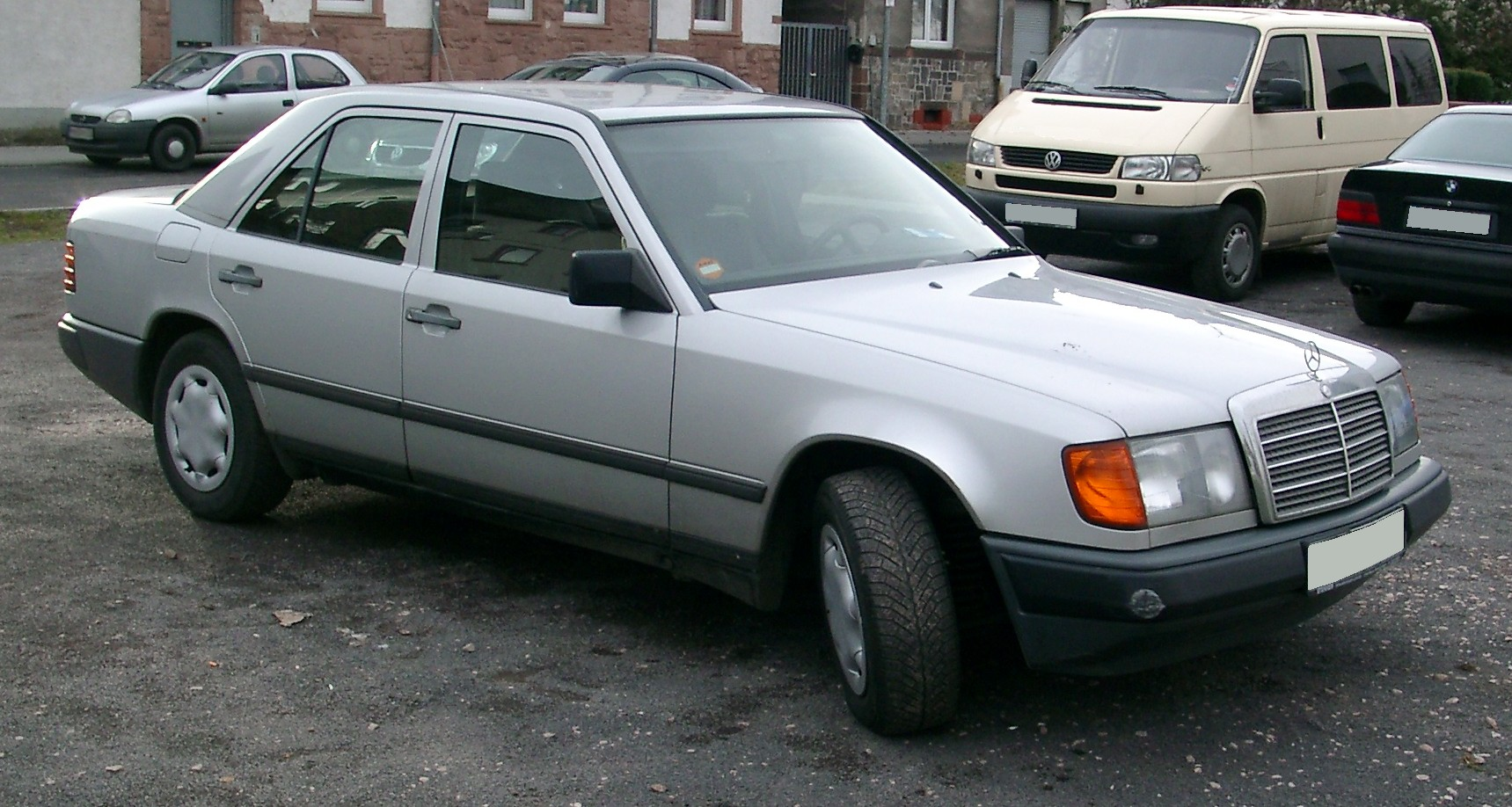
Mercedes-Benz W124 Mk I

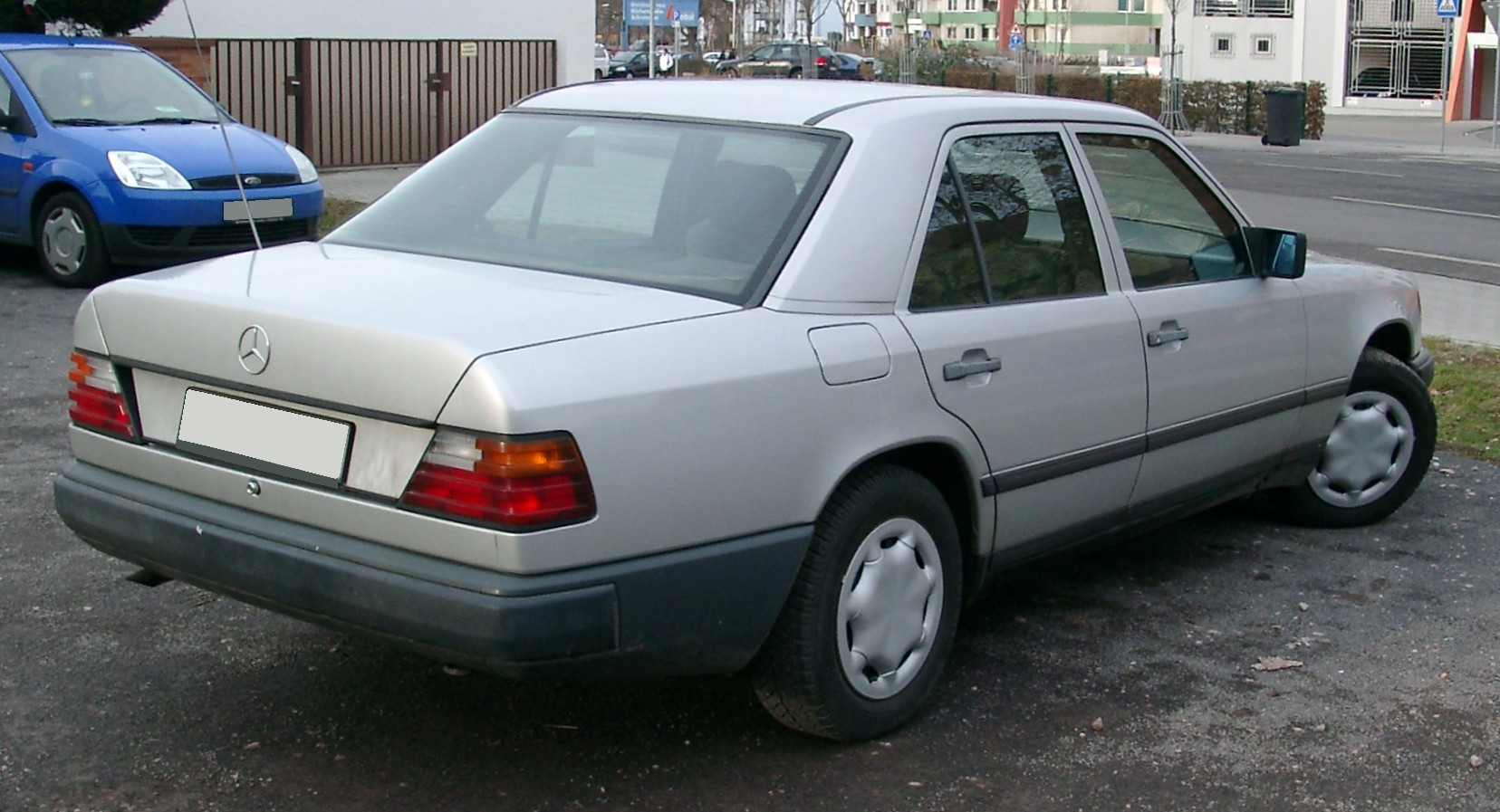
Mercedes-Benz W124 Mk I

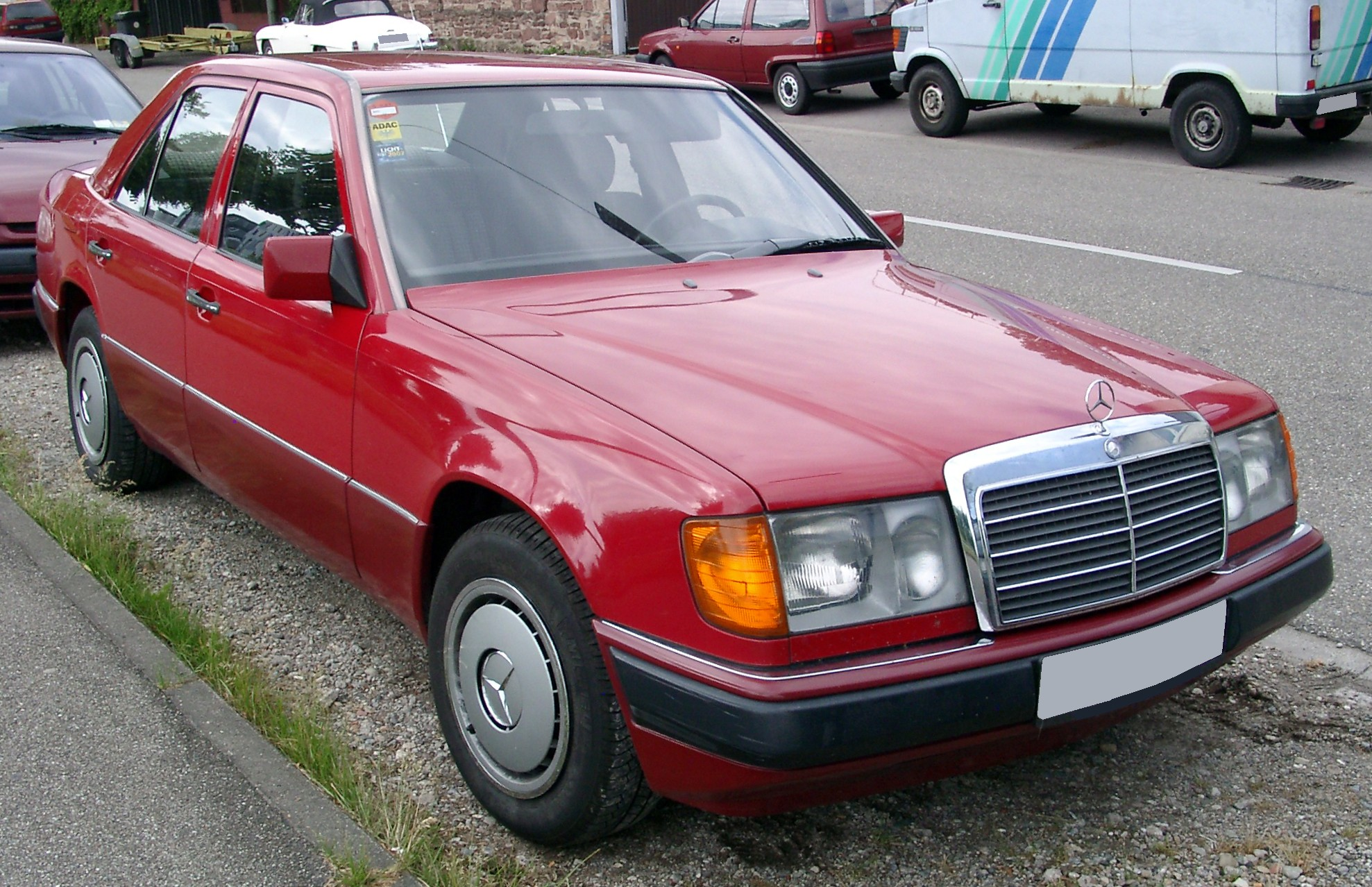
Mercedes-Benz W124 (Mk II)

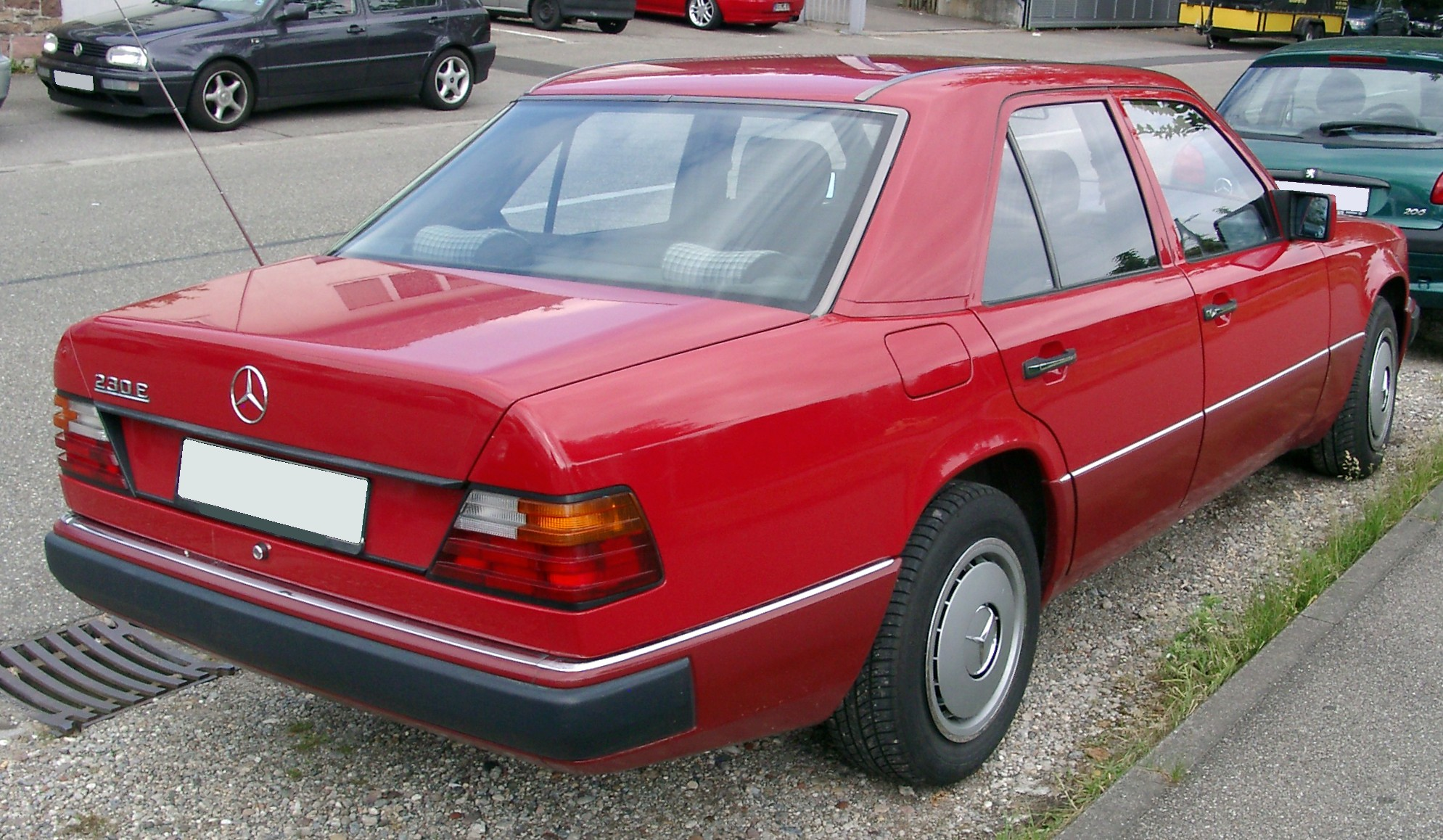
Mercedes-Benz W124 (Mk II)

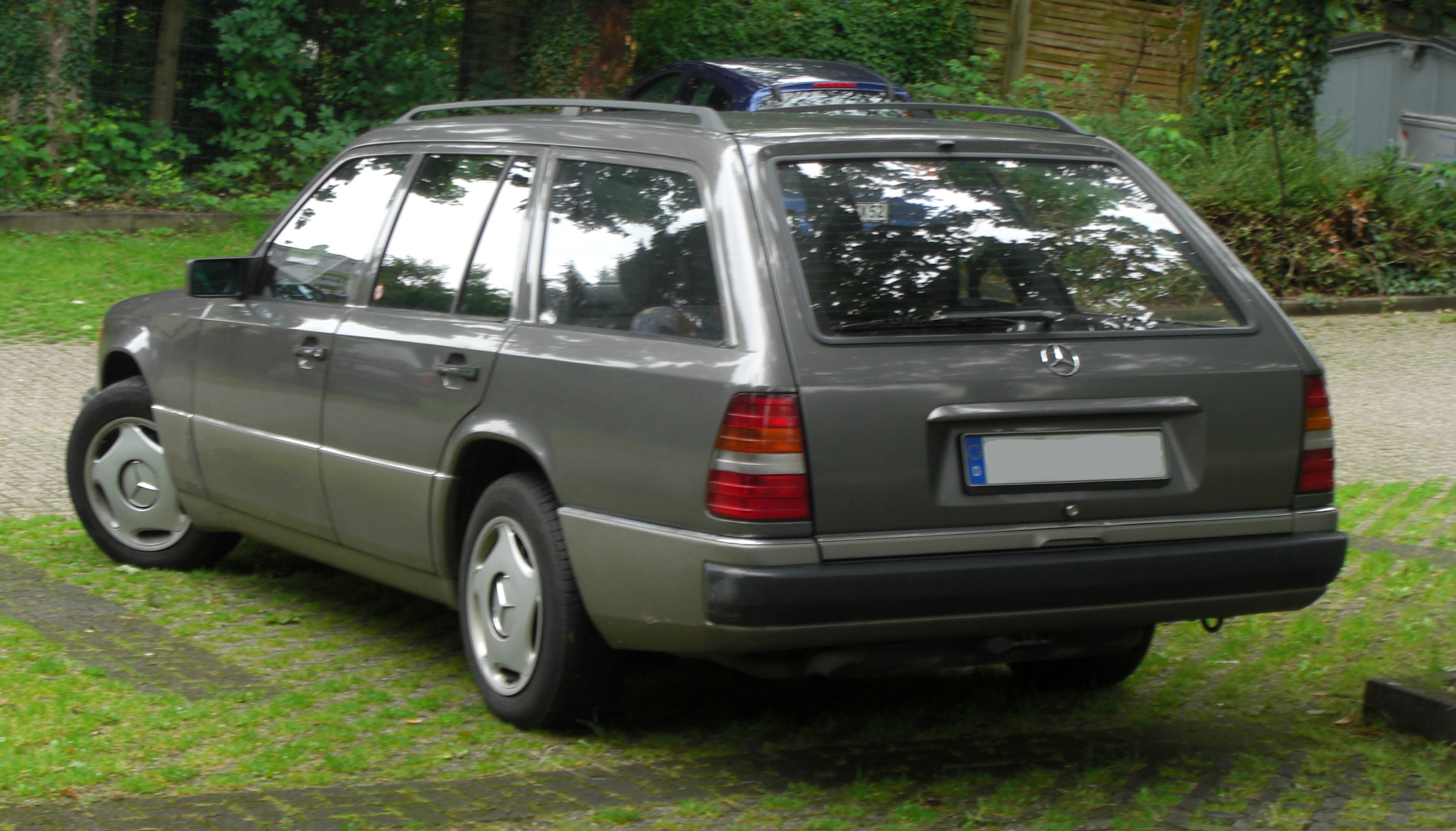
Mercedes-Benz S124 (Mk II)

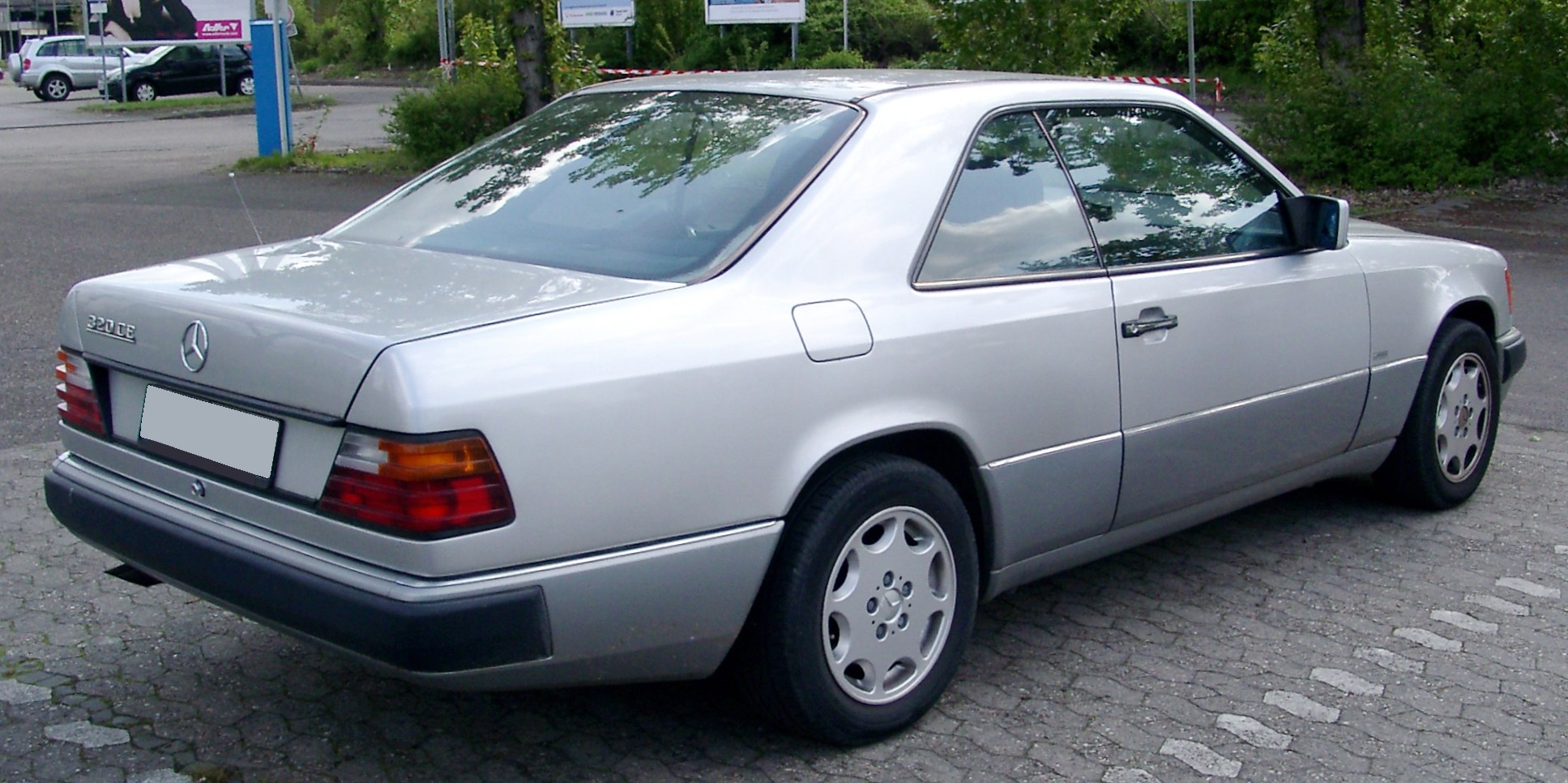
Mercedes-Benz C124 (Mk II, vanaf 1987)

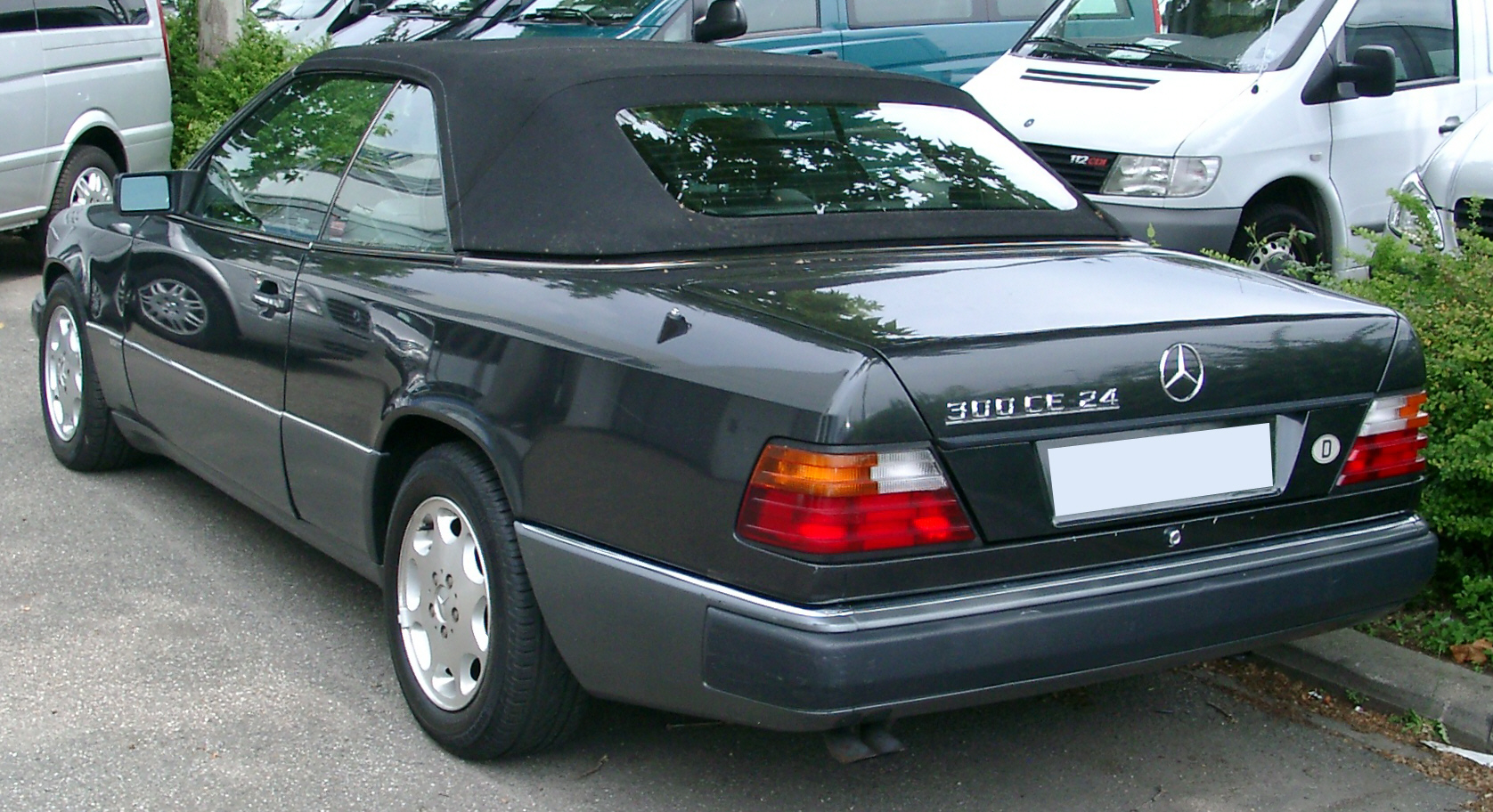
Mercedes-Benz A124 (Mk II)

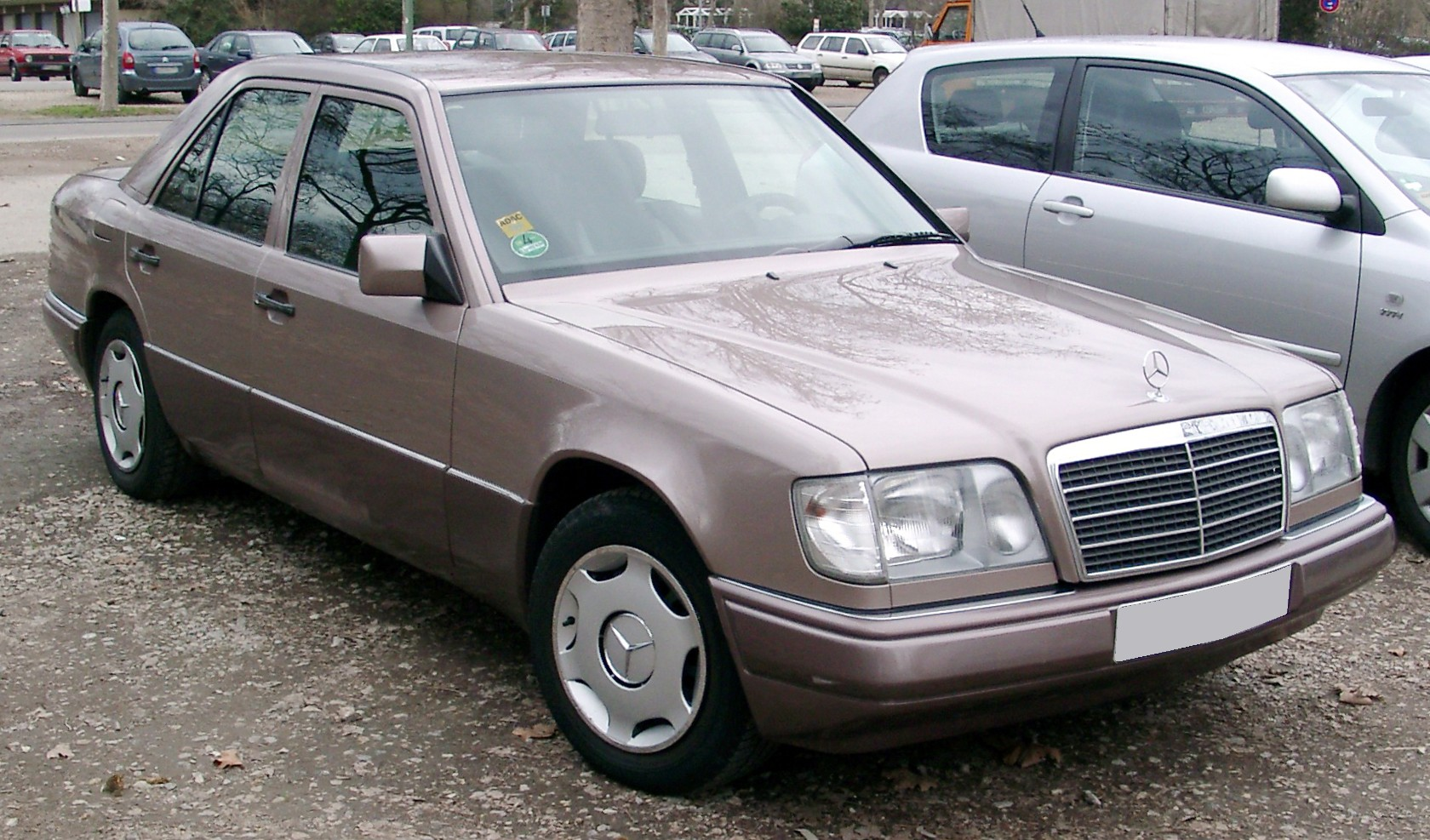
Mercedes-Benz W124 (Mk III)

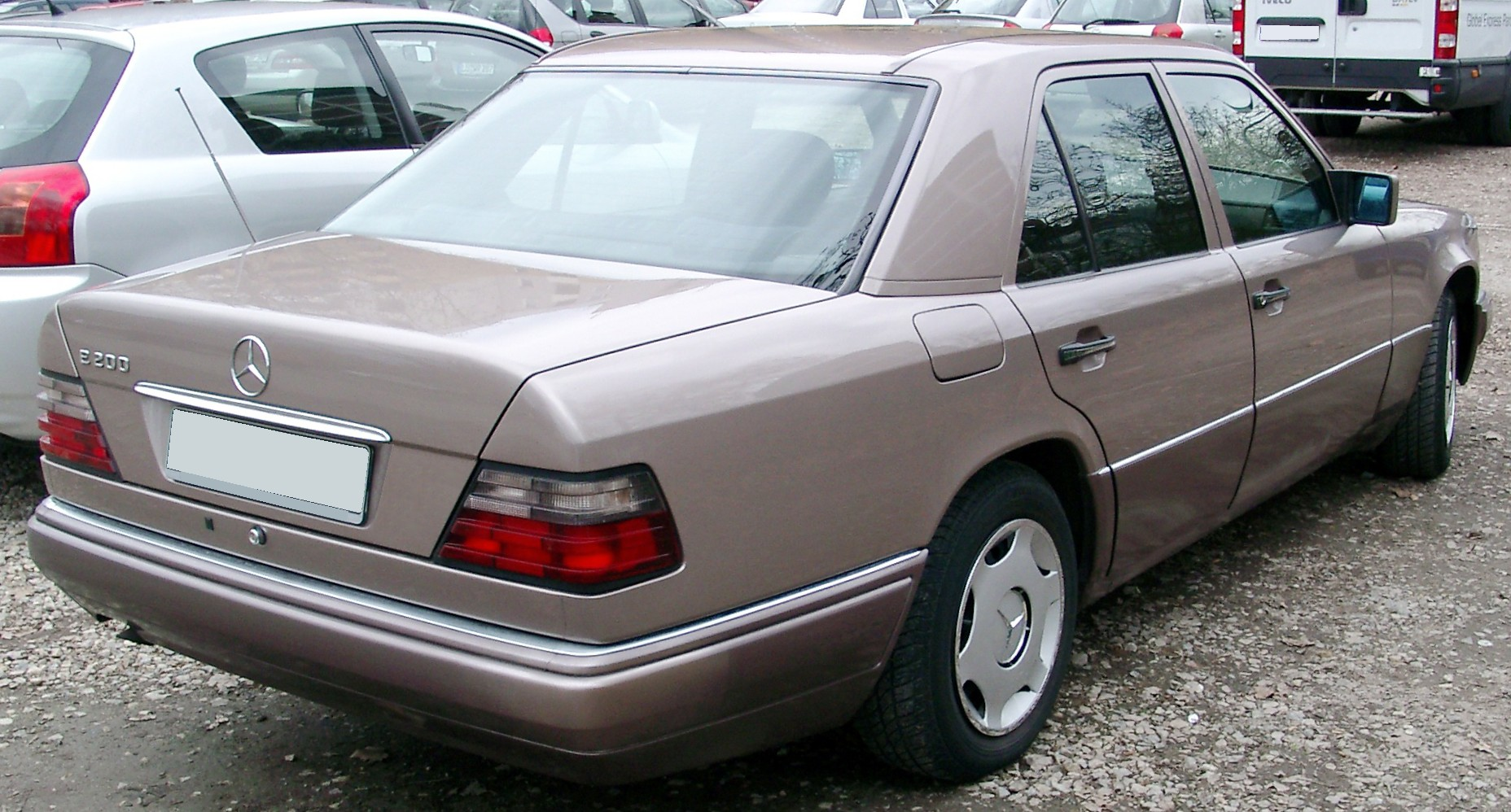
Mercedes-Benz W124 (Mk III)

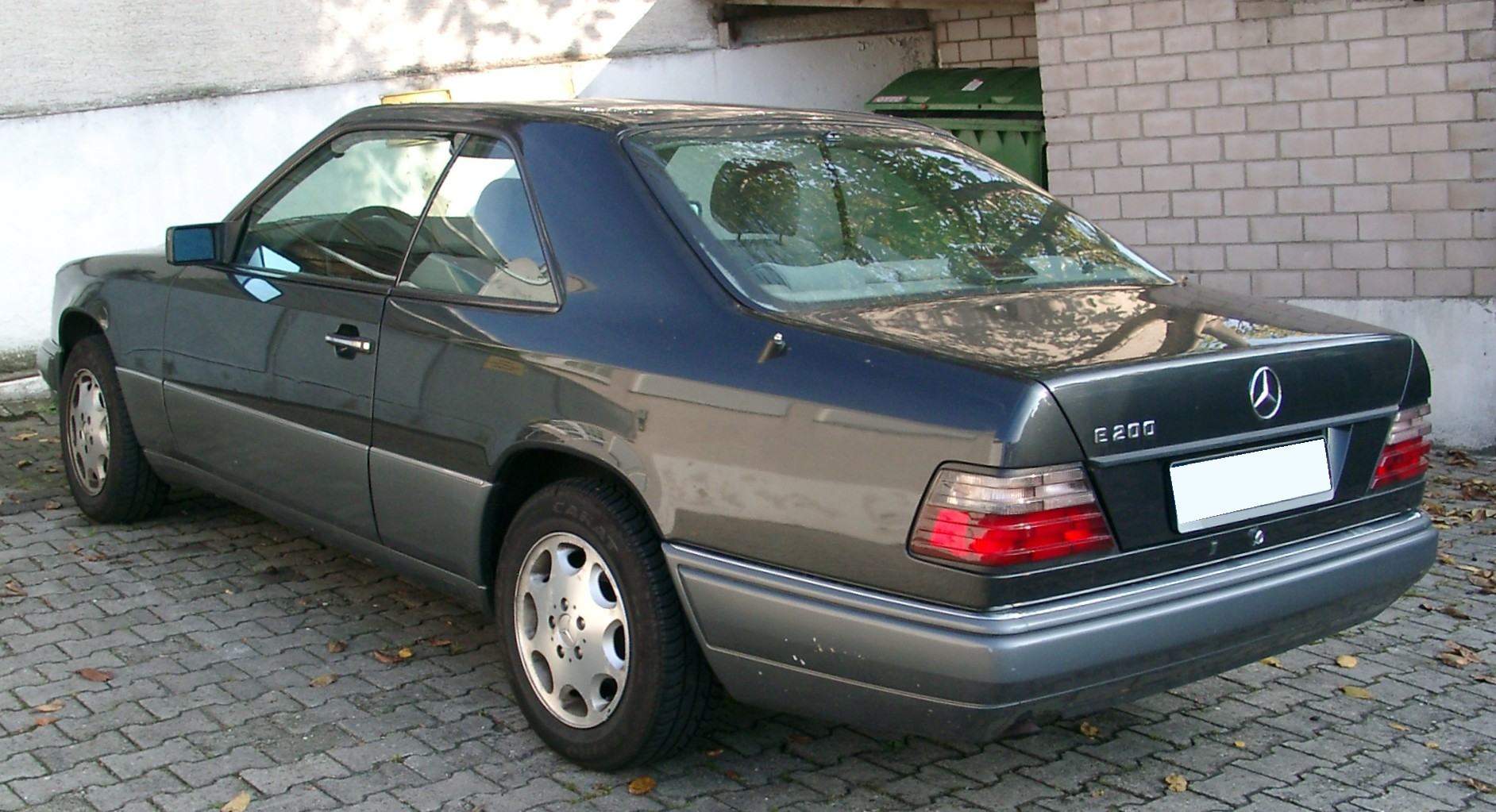
Mercedes-Benz C124 (Mk III)

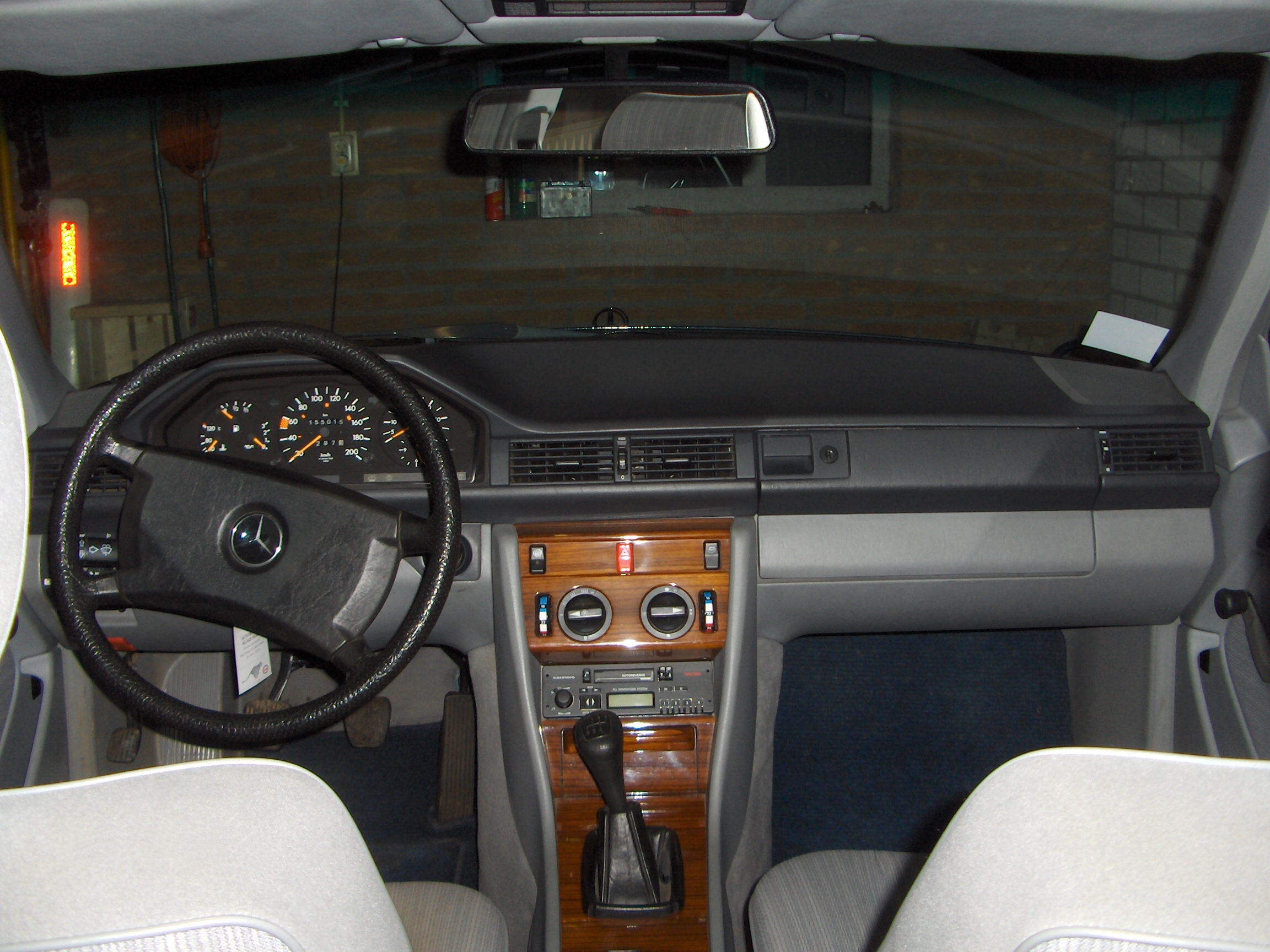
Interieur van een W124

Van de Mercedes-Benz W124 werden in in totaal 2.583.470 exemplaren geproduceerd. De productieaantallen naar model:
- Sedan: 2.058.777 Stuks
- Stationwagen: 340.503 Stuks
- Coupé: 141.498 Stuks
- Cabrio: 33.952 Stuks
- Lange versie: 2.342 Stuks
- Chassis voor speciale opbouw: 6.398 Stuks

| Model + Motor               | Bouwtijd  | Vermogen in kW (PK)                                        |
| Sedan (W124)                |           |                                                            |
| 200 D                       | 1985-1993 | 53 (72), vanaf 2/1989 55 (75)                              |
| E 200 Diesel                | 1993-1995 | 55 (75)                                                    |
| 250 D                       | 1985-1993 | 66 (90), vanaf 2/89 69 (94), met katalysator 66 (90)       |
| E 250 Diesel                | 1993-1996 | 83 (113)                                                   |
| 250 D Turbo                 | 1988-1993 | 90 (122), vanaf 2/89 93 (126)                              |
| E 250 Turbodiesel           | 1993-1995 | 93 (126)                                                   |
| 300 D                       | 1985-1993 | 80 (109), vanaf 2/89 83 (113), met katalysator 81 (110)    |
| E 300 Diesel                | 1993-1995 | 100 (136)                                                  |
| 300 D 4MATIC                | 1987-1991 | 80 (109), vanaf 2/89 83 (113), met katalysator 81 (110)    |
| 300 D Turbo                 | 1986-1993 | 105 (143), vanaf 9/88 108 (147)                            |
| E 300 Turbodiesel           | 1993-1995 | 108 (147)                                                  |
| 300 D Turbo 4MATIC          | 1988-1993 | 105 (143), vanaf 9/88 108 (147)                            |
| E 300 Turbodiesel 4MATIC    | 1993-1995 | 108 (147)                                                  |
| 200                         | 1985-1990 | 80 (109), met katalysator 77 (105)                         |
| 200 E                       | 1985-1993 | 90 (122), vanaf 9/89 87 (118), vanaf 9/92 met 100 (136)    |
| E 200                       | 1993-1995 | 100 (136)                                                  |
| 230 E                       | 1985-1992 | 100 (136), vanaf 9/89 97 (132)                             |
| 220 E                       | 1992-1993 | 110 (150)                                                  |
| E 220                       | 1993-1996 | 110 (150)                                                  |
| 260 E                       | 1985-1992 | 125 (170), vanaf 9/85 122 (166), met katalysator 118 (160) |
| 260 E 4MATIC                | 1987-1991 | 122 (166), met katalysator 118 (160)                       |
| 280 E                       | 1992-1993 | 145 (197)                                                  |
| E 280                       | 1993-1995 | 142 (193)                                                  |
| 300 E                       | 1985-1992 | 140 (190), vanaf 9/85 138 (188), met katalysator 132 (180) |
| 300 E 4MATIC                | 1987-1993 | 138 (188), met katalysator 132 (180)                       |
| E 300 4MATIC                | 1993-1995 | 132 (180)                                                  |
| 300 E-24                    | 1989-1992 | 162 (220)                                                  |
| 320 E                       | 1992-1993 | 162 (220)                                                  |
| E 320                       | 1993-1995 | 162 (220)                                                  |
| 400 E                       | 1991-1993 | 205 (279)                                                  |
| E 420                       | 1993-1995 | 205 (279)                                                  |
| 500 E                       | 1991-1993 | 240 (326)                                                  |
| E 500                       | 1993-1995 | 235 (320)                                                  |
| E 60 AMG                    | 1993-1994 | 280 (381)                                                  |
| Verlengde versie (V124)     |           |                                                            |
| 250 D Lang                  | 1990-1993 | 69 (94), met katalysator 66 (90)                           |
| E 250 Diesel Lang           | 1993-1994 | 83 (113)                                                   |
| 260 E Lang                  | 1990-1992 | 118 (160)                                                  |
| 280 E Lang                  | 1992-1993 | 145 (197)                                                  |
| E 280 Lang                  | 1993-1994 | 142 (193)                                                  |
| Stationwagen (Combi) (S124) |           |                                                            |
| 200 TD                      | 1984-1995 | 53 (72), vanaf 2/89 55 (75)                                |
| 250 TD                      | 1984-1993 | 66 (90), vanaf 2/89 69 (94), met katalysator 66 (90)       |
| E 250 Diesel                | 1993-1996 | 83 (113)                                                   |
| 250 TD Turbo                | 1988-1995 | 93 (126)                                                   |
| E 250 Turbodiesel           | 1993-1996 | 93 (126)                                                   |
| 300 TD                      | 1984-1995 | 80 (109), vanaf 2/89 83 (113)                              |
| E 300 Diesel                | 1993-1996 | 100 (136)                                                  |
| 300 TD Turbo                | 1986-1993 | 105 (143), vanaf 9/88 108 (147)                            |
| E 300 Turbodiesel           | 1993-1996 | 108 (147)                                                  |
| 300 TD Turbo 4MATIC         | 1987-1993 | 105 (143), vanaf 9/88 108 (147)                            |
| E 300 Turbodiesel 4MATIC    | 1993-1995 | 108 (147)                                                  |
| 200 T                       | 1985-1990 | 80 (109), met katalysator 77 (105)                         |
| 200 TE                      | 1988-1993 | 90 (122), met katalysator 87 (118), vanaf 9/92 100 (136)   |
| E 200 T                     | 1993-1996 | 100 (136)                                                  |
| 230 TE                      | 1985-1992 | 100 (136), met katalysator 97 (132)                        |
| 220 TE                      | 1992-1993 | 110 (150)                                                  |
| E 220 T                     | 1993-1996 | 110 (150)                                                  |
| 280 TE                      | 1992-1993 | 145 (197)                                                  |
| E 280 T                     | 1993-1996 | 142 (193)                                                  |
| 300 TE                      | 1985-1992 | 138 (188), met katalysator 132 (180)                       |
| 300 TE 4MATIC               | 1987-1993 | 138 (188), met katalysator 132 (180)                       |
| E 300 T 4MATIC              | 1993-1995 | 132 (180)                                                  |
| 300 TE-24                   | 1989-1992 | 162 (220)                                                  |
| 320 TE                      | 1992-1993 | 162 (220)                                                  |
| E 320 T                     | 1993-1996 | 162 (220)                                                  |
| E 36 T AMG                  | 1993-1996 | 200 (272)                                                  |
| Coupé (C124)                |           |                                                            |
| 200 CE                      | 1990-1993 | 90 (122), met katalysator 118, vanaf 9/1992 100 (136)      |
| E 200 Coupé                 | 1993-1995 | 100 (136)                                                  |
| 230 CE                      | 1987-1993 | 100 (136), met katalysator 97 (132)                        |
| 220 CE                      | 1992-1993 | 110 (150)                                                  |
| E 220 Coupé                 | 1993-1996 | 110 (150)                                                  |
| 300 CE                      | 1987-1992 | 138 (188), 4 Matic met katalysator 132 (180)               |
| 300 CE-24                   | 1989-1992 | 162 (220)                                                  |
| 320 CE                      | 1992-1993 | 162 (220)                                                  |
| E 320 Coupé                 | 1993-1996 | 162 (220)                                                  |
| E 36 AMG Coupé              | 1993-1996 | 200 (272)                                                  |
| Cabriolet (A124)            |           |                                                            |
| 300 CE-24 Cabriolet         | 1992-1993 | 162 (220)                                                  |
| E 200 Cabriolet             | 1993-1997 | 100 (136)                                                  |
| E 220 Cabriolet             | 1993-1997 | 110 (150)                                                  |
| E 320 Cabriolet             | 1993-1997 | 162 (220)                                                  |
| E 36 AMG Cabriolet          | 1993-1997 | 200 (272)                                                  |
|                             |           |                                                            |